# Konch
Konch é uma cidade  no distrito de Jalaun, no estado indiano de Uttar Pradesh.

## Geografia
Konch está localizada a 25° 59′ N, 79° 09′ L. Tem uma altitude média de 141 metros (462 pés).

## Demografia
Segundo o censo de 2001, Konch tinha uma população de 50,731 habitantes. Os indivíduos do sexo masculino constituem 53% da população e os do sexo feminino 47%. Konch tem uma taxa de literacia de 56%, inferior à média nacional de 59.5%: a literacia no sexo masculino é de 63% e no sexo feminino é de 48%. Em Konch, 15% da população está abaixo dos 6 anos de idade.